# Sông Mat
Sông Mat (dạng xác định trong tiếng Albania: Mati) là một con sông ở vùng bắc-trung Albania. Chiều dài tổng thể của nó là 115 km (71 mi), bề mặt lưu vực của nó là 2.441 km2 (942 dặm vuông Anh). Lưu lượng trung bình của nó là 103 m3/s (3.600 cu ft/s). Chi lưu chính là sông Fan, chảy từ phía đông bắc, trong khi Mat chảy từ phía tây nam xuống hợp lưu với Fan và sau đó hướng ra biển Adriatic.

## Từ nguyên
Trong tiếng Albania tên mat ban đầu có nghĩa là "vị trí cao", "nơi núi non". Ý nghĩa ngày nay trong tiếng Albania, "bờ sông, bãi sông", là kết quả của một sự thay đổi thứ cấp thông qua việc sử dụng chung cả hai thuật ngữ "núi", "ngọn núi" và bãi, "bờ", mang ý nghĩa của "độ cao". Con sông được nhà văn La Mã Vibius Sequester ghi lại (thế kỷ thứ 4 hoặc thứ 5 sau Công nguyên) là Mathis, theo âm tiết của tiếng Hy Lạp là thuật ngữ mat. Nó xuất hiện trong các bản ghi như Mathia năm 1380.

## Tổng quan

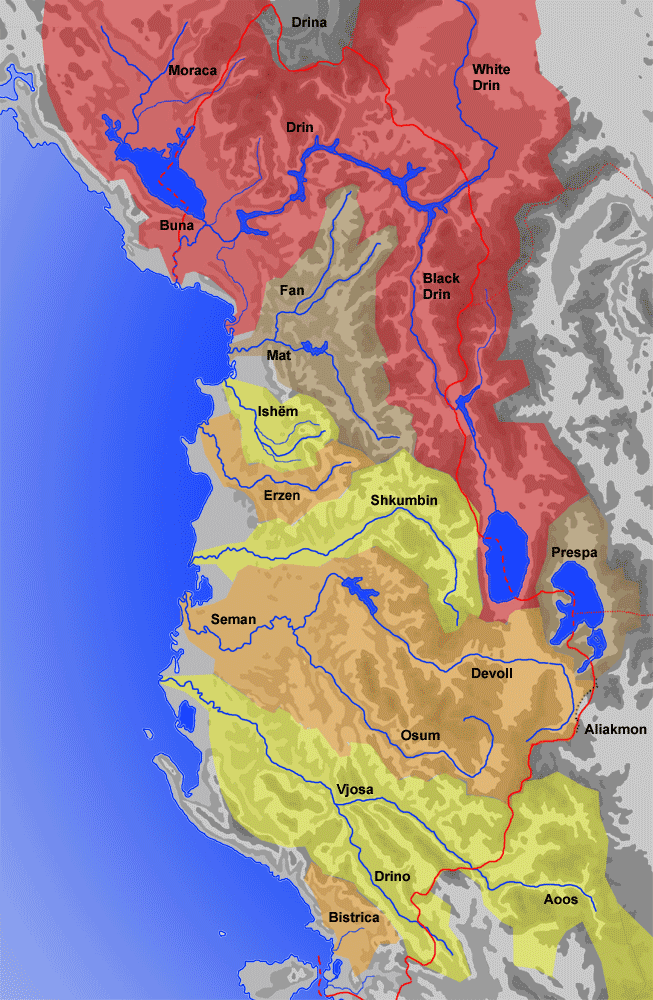
Bản đồ thủy văn của Albania

Mat bắt nguồn từ hợp lưu của một số dòng suối trong dãy núi karstic ở Martanesh, nơi nó tạo thành các hẻm núi và hẻm núi sâu. Bắt nguồn từ Martanesh, Mat đi về phía tây đến đô thị Mat và phía tây bắc qua các thị trấn Klos và Burrel. Khoảng 10 km (6 mi) về phía hạ lưu từ Burrel, nó chảy vào một hồ chứa lớn (Liqeni i Ulzës – "hồ Ulëz"). Sau khi đi qua một đập thủy điện, nó chảy qua một hồ chứa nhỏ hơn (Liqeni i Shkopetit – "hồ Shkopet") và tạo thành một hẻm núi hẹp xuyên qua dãy núi ngăn cách Huyện Mat với các đồng bằng ven biển. Nó chảy vào vùng đồng bằng giữa Milot và Zejmen.
Tổng chiều dài 115 km (71 mi), Mat chảy ra biển Adriatic gần Fushë-Kuqe, giữa các thị trấn Lezhë và Laç.

## Ảnh

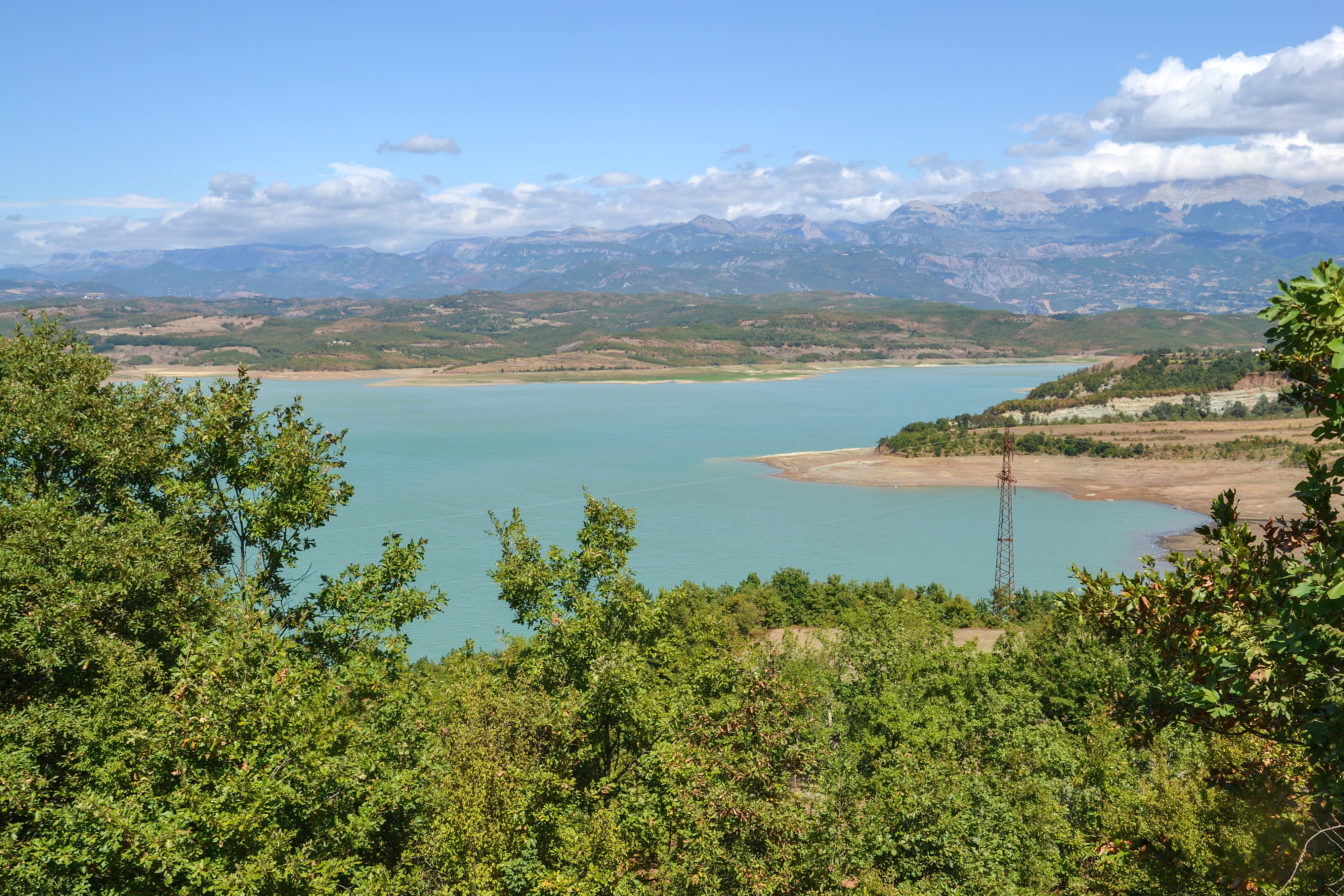
Hồ Ulzë
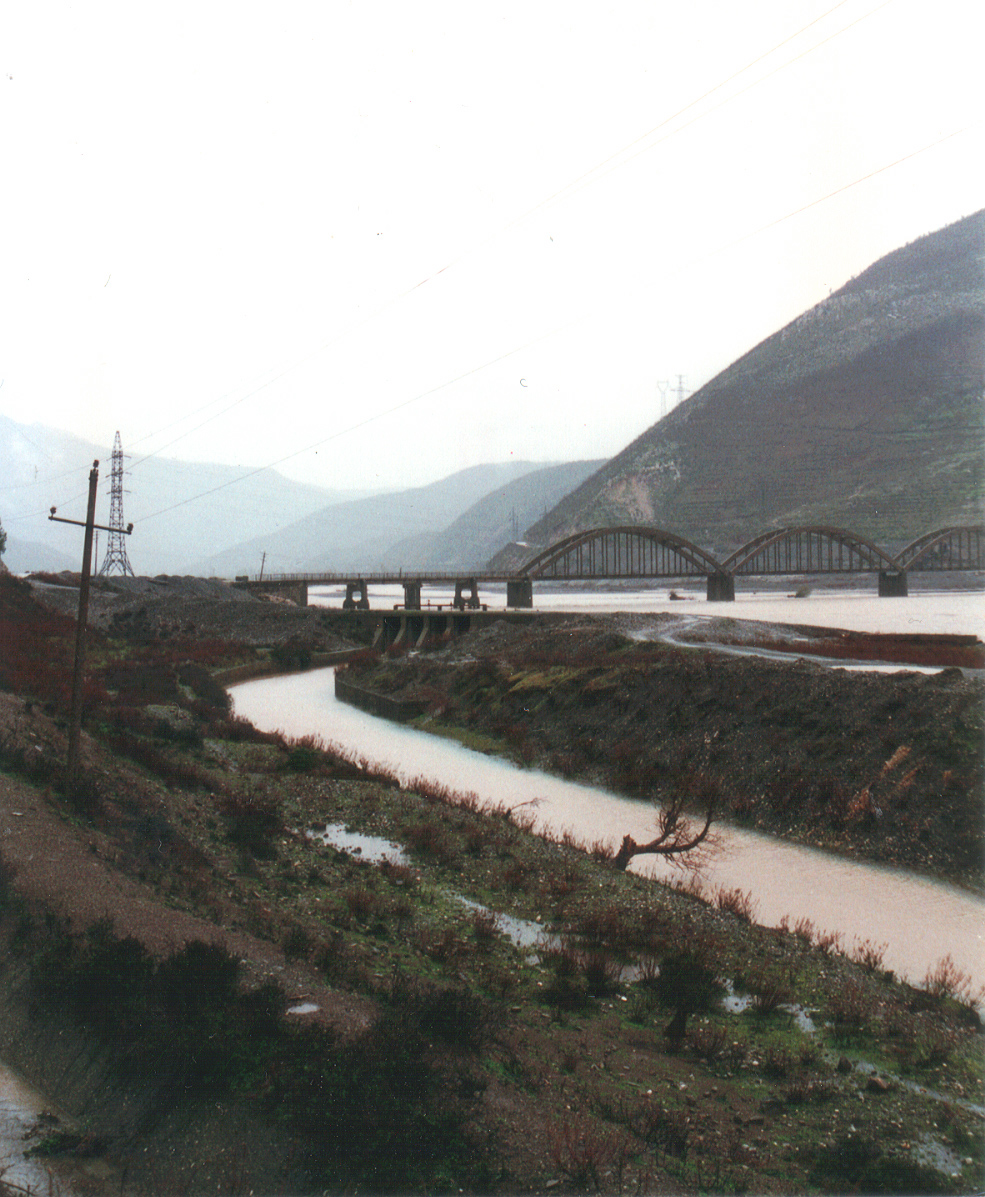
Cầu Zog ở đầu đồng bằng ven biển

### Sách
- Elsie, Robert (2010). Historical Dictionary of Albania (PDF). Historical Dictionaries of Europe. Quyển 75 (ấn bản thứ 2). Scarecrow Press. tr. 255. ISBN 978-0810861886. Bản gốc (PDF) lưu trữ ngày 6 tháng 10 năm 2014.
- Matzinger, Joachim (2009). "Shqiptarët si pasardhës të ilirëve nga këndvështrimi i gjuhësisë historike". Trong Schmitt, Oliver Jens; Frantz, Eva Anne (biên tập). Historia e Shqiptarëve: Gjendja dhe perspektivat e studimeve (bằng tiếng Albania). Pandeli Pani and Artan Puto biên dịch. Botime Përpjekja. ISBN 978-99943-0-254-3.

Bản mẫu:Sông ở Albania